# مقياس التنفس
مقياس النّفَس (بالإنجليزية: Spirometer)‏ أو السبيرومتر هو جهاز يُستخدم لقياس الهواء المُستنشق إلى والمزفور من الرئتين، فهو يُستخدم لقياس التهوية الرئوية، ويُعدّ الجاهز الأساسي المستخدم لتشخيص الأمراض الرئوية السادة والحاصرة.

## المكونات
يشبه السبيرومتر جهازَ تخطيط القلب ECG ، وهو يتكوّن من قطعة فموية موصولة بأنبوب إلى الجهاز الإلكتروني الذي يسجّل تغيرات حجوم الهواء على ورقة تخطيط ميليمتريّ.

## تعريفات
يقوم الإنسان بنوعين من الشهيق؛ شهيق عاديّ يحصل أغلبه بتقلّص الحجاب الحاجز، وشهيق أعظمي أو جهديّ تشارك فيه عضلات تنفسية أخرى وهو شهيق للهواء بأقصى ما يمكن، كما يحدث نوعان للزفير؛ زفير عاديّ منفعل لا يحتاج إلى أي جهد يحدث بسبب الارتداد المرن، وزفير أعظميّ وهو الزفير بأقصى ما يمكن.
هناك 4 مصطلحات تصف الحجوم المتبادلة في التهوية التنفسية:
1) الحجم المدّيTidal Volume TV: هو حجم الهواء المتبادَل في زفير عاديّ أو شهيق عاديّ.
2) الحجم الزفيري الاحتياطي Expiratory Reserve Volume ERV : هو حجم الهواء المزفور بزفير أعظميّ بعد زفير عاديّ.
3) الحجم الشهيقي الاحتياطي Inspiratory Reserve Volume IRV : هو حجم الهواء الداخل للرئتين بشهيق أعظميّ بعد شهيق عاديّ.
4) الحجم المتبقّي Residual Volume RV : الحجم الذي يبقى في الرئتين بعد زفير أعظميّ، ولا يمكن قياسه بالسبيرومتر.
هذه الحجوم الأربعة لا تتداخل، بل تجتمع لتشكّل السعات الرئوية:
1) السعة الشهيقية Inspiratory Capacity IC : مجموع TV مع IRV وهي حجم الهواء الداخل للرئتين بشهيق أعظمي بعد زفير عادي.
2) السعة الوظيفية المتبقية Functional Residual Capacity FRC : مجموع ERV مع RV وهي حجم الرئتين عند نهاية زفير عادي، وهي لا يمكن قياسها بالسبيرومتر.
3) السعة الحيوية Vital Capacity VC : مجموع IRV و TV و ERV وهي حجم الهواء المزفور بزفير أعظمي بعد شهيق أعظمي ، وتمثّل حجم الهواء الذي تستطيع الرئتان مبادلته بالعمل الأعظمي.
4) السعة الرئوية الكلية Total Lung Capacity TLC : مجموع جميع الحجوم الرئوية وهي الحجم الذي تصل إليه الرئتين بعد شهيق أعظمي.

## التجهيز والفحص
يوضع ملقط على أنف المفحوص لضمان خروج ودخول كامل الهواء من الفم، وتوضع القطعة الفموية في فم المفحوص.
يضغُط الفاحص على زر (SVC (Slow Vital Capacity، ويطلب من المفحوص إجراء تنفس هادئ لعدة مرات، فشهيق أعظمي، ثم تنفس هادئ، فزفير أعظمي.